# Queen Elizabeth 2
MS (tidigare SS) Queen Elizabeth 2, även kallad QE2, är ett tidigare brittiskt transatlantiskt linjefartyg som ägdes av Cunard Line. Fartyget var i trafik från 1969 till 2008, varav de sista fyra åren enbart som kryssningsfartyg. QE2 var världens enda kvarvarande linjefartyg i reguljär oceantrafik innan RMS Queen Mary 2 övertog hennes rutt mellan Southampton och New York i januari 2004.
Hon avslutade sin aktiva tjänst i november 2008, efter att hon sålts till Dubai. Sedan april 2018 är hon ett flytande hotell och museum i Dubai.
QE2 har seglat totalt mer än 5 miljoner sjömil, mer än något annat fartyg, haft mer än 2,5 miljoner passagerare samt gjort 25 jorden runt-kryssningar. Några kända namn som färdats med henne är John Travolta, Mick Jagger, Sir Elton John, kung Charles III när han var prins, Nelson Mandela, Elisabeth Taylor, drottning Elizabeth II, Jordaniens kung Hussein, sultanen av Brunei, George Bush, David Bowie, Richard Burton, Bill Cosby, Bob Hope, Peter Sellers, Meryl Streep, Patricia Routledge och många fler.

## Historia
Fartyget sjösattes den 20 september 1967, vid John Brown-varvet i Clydebank i Skottland. Hon döptes av drottning Elizabeth II och i närvaro av prins Philip samt totalt 30 000 åskådare.

### Tidiga resor
Jungfruresan som linjefartyg inleddes 2 maj 1969, då hon avgick från Southampton med destination New York. Färden tog knappt fem dygn.
Den 4 januari 1975 påbörjade Queen Elizabeth 2 sin första jorden runt-kryssning. Den inleddes i Southampton, och därefter besöktes 23 hamnar på 92 dagar. Hon gjorde i mars sin första slussning genom Panamakanalen, då som det största fartyg som passerat genom kanalen. De dåvarande slussarna gav en knapp tredjedels meters marginal för skeppet. Under sin tid som linjefartyg genomfördes sammanlagt 25 jorden runt-kryssningar.

#### Verksamhet som linjefartyg

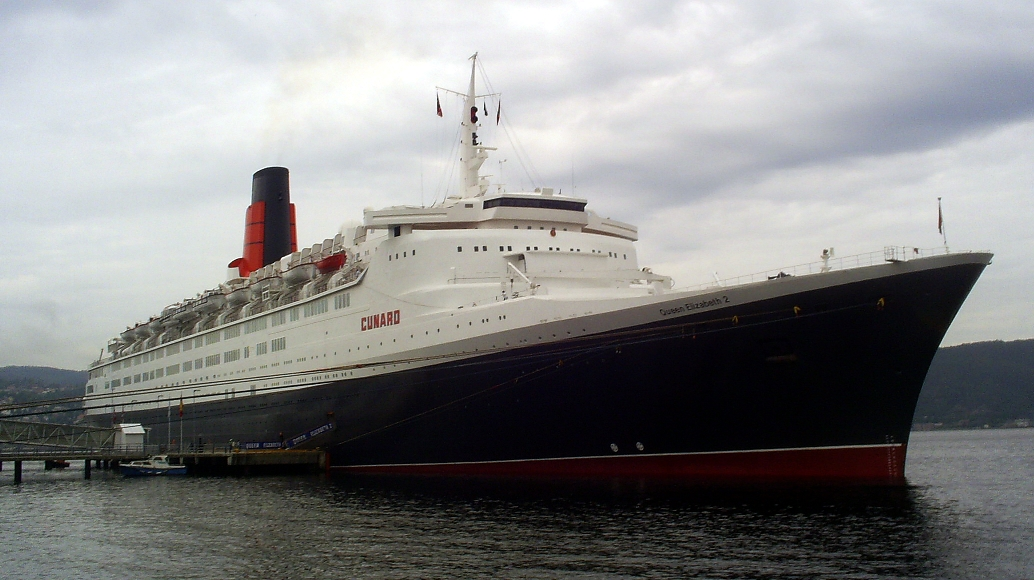
Queen Elizabeth 2 i Trondheim.

Lite av klassindelning fanns på Queen Elizabeth 2, då priset på ens hytt avgjorde i vilken restaurang man äter. De olika restaurangerna hete Mauretania, Caronia, Britannia Grill, Princess Grill och Queen Grill. Utöver dessa fanns Lido där man åt buffé och här var klädseln lite mer avspänd. Afternoon tea intogs i det populära Queen Room, där servitörerna bar vita handskar, och i bakgrunden spelades musik av en pianist, en violinist eller en harpist. På kvällen var det dans i Queen Room. Måltiderna var frukost, lunch, afternoon tea, middag och midnattsbuffé.
På kvällarna var det alltid en eller flera shower i Grand Lounge. QE2 hade också en egen affärsgata kallad Royal Promenade. Förutom souveniraffärer fanns det också uraffärer. Annat ombord var frisör, läkare, teater, bokhandel och bibliotek, synagoga, spa, pooler, kasinon, pubar, diskon, barnklubb, sportcenter (med bland annat golf, tennis, basket och shuffleboard och pingis), konferensrum, bio, datorrum, pursers office och lobby. Några aktiviteter var bingo, frågesport, föreläsningar, konstklasser och dansklasser. 
I tjänst som linjefartyg hade QE2 det största biblioteket till sjöss (med över 6 000 volymer). Hennes passagerar konsumerade årligen nästan 20 ton hummer samt 1 ton rysk kaviar.

### 1980-talet, renoveringar
I maj 1982 rekvirerades QE2 som trupptransportfartyg för tjänst under Falklandskriget. Efter ombyggnad transporterade hon 3 000 man samt 650 volontärer till Sydgeorgien och återvände till Southampton den 11 juni samma år. Senare samma år återgick QE2 till linje- och kryssningstrafik och målades då återigen i Cunards klassiska färger.
Genom åren gjorde många renoveringar att hon höll stilen och Cunard spenderade 15 gånger så mycket på att renovera fartyget som det kostade att bygga det. Den största renoveringen gjordes 1986–1987, då ångmaskineriet byttes till dieselelektrisk drift vid en renovering i Västtyskland, men renoveringar gjordes också ett par gånger varje årtionde och senast år 2006. Vid renoveringen 1986–1987 var hon ur trafik från november till april, och under den tiden sköttes de planerade linjefärderna av Cunard-fartygen Sagafjord och Vistafjord.

### Senare linjehistoria
I juli 1990 blev drottning Elizabeth II den första regerande brittiska monark att färdas på ett kommersiellt linjefartyg med passagerare.
Fram till 1996 var ägarna Cunard Line ett brittisk-amerikanskt kryssningssällskap med bas i Southampton. Detta år övergick dock ägarskapet till det norska varvsföretaget Kværner. Samtidigt genomfördes en ombyggnad till en kostnad av 18 miljoner US-dollar.  Ombyggnaden skedde i torrdockan King George V i Southampton, som den sista innan anläggningen stängdes.
29 augusti 2002 nådde QE2 som första fartyg totalt 5 miljoner sjömil, mer än något annat fartyg.

### Som hotell
2007 meddelades att QE2 skulle avsluta sin tjänst som oceangående linjefartyg. Hon såldes till Istithmar, ett statsägt investmentbolag i Dubai, med målet att konvertera fartyget till ett flytande lyxhotell.

### Som hotell (2008–)
Fartyget inledde sin utsålda avslutningskryssning från Southampton den 11 november 2008, med destination Dubai. Hon anlände till Dubai den 27 november, där planerna var att hon skulle placeras vid det konstgjorda landkomplexet Palm Jumeirah. Den finansiella krisen 2008 gjorde dock att fartyget lades upp, först vid Dubai Drydocks och sedan i Port Rashid.
Efter olika planer om vidare försäljning som även inkluderade en möjlig skrotning av fartyget, inleddes 2017 en omfattande renovering och öppnade som ett flytande hotell och museifartyg den 18 april 2018 som en del av en ny marina i Port Rashid.